# Yaqoub Al Taher
Pour les articles homonymes, voir Taher (homonymie).
Yaqoub Abdullah Al Taher (arabe : يعقوب الطاهر) (né le 27 octobre 1983 à Koweït City au Koweït) est un footballeur international koweïtien, qui évolue au poste de défenseur.

## Biographie

### Carrière en club
Avec le Koweït SC, il remporte à trois reprises la Coupe de l'AFC.

### Carrière en sélection
Avec l'équipe du Koweït, il joue 69 matchs officiels (pour aucun but inscrit) entre 2003 et 2012,. 
Al Taher figure dans le groupe des sélectionnés lors des coupes d'Asie des nations de 2004 et de 2011.
Il joue enfin 14 matchs comptant pour les éliminatoires de la coupe du monde, lors des éditions 2006, 2010 et 2014.

## Palmarès
Koweït SC
| - Championnat du Koweït (4) : - Champion : 2005-06, 2006-07, 2007-08 et 2012-13. - Vice-champion : 2005, 2010-11 et 2012. - Coupe du Koweït : - Finaliste : 2003-04 et 2010-11. - Coupe Crown Prince du Koweït (2) : - Vainqueur : 2007-08 et 2010-11. - Finaliste : 2003-04, 2004-05, 2005-06. |  | - Coupe de la Fédération du Koweït (1) : - Vainqueur : 2011-12. - Finaliste : 2007-08. - Supercoupe du Koweït (1) : - Vainqueur : 2010 - Finaliste : 2008. - Coupe de l'AFC (3) : - Vainqueur : 2009, 2012 et 2013. - Finaliste : 2011. |